# 邵东市
邵东市是中华人民共和国湖南省下辖的一个县级市，由邵阳市代管。邵东市位于湖南省中部，区域总面积为1778平方公里，常住总人口103.85万，素有“百工之乡”“商贸之城”“民营之都”的美称。市人民政府駐大禾塘街道福田社区。
2019年经国务院批准，民政部批复同意撤销邵东县，设立县级邵东市。邵东已跻身全国县域营商环境和治理能力百强县。2022年，邵东实现地区生产总值721.50亿元，增长5.1%。

## 历史
春秋战国时，邵阳县属楚国。
秦王政二十六年（前221年），秦始皇统一中国后，废分封，设郡县，邵阳县属长沙郡。
西汉初年，邵阳县属长沙国昭陵县。西汉武帝元朔六年（前123年），改昭陵县属零陵郡。

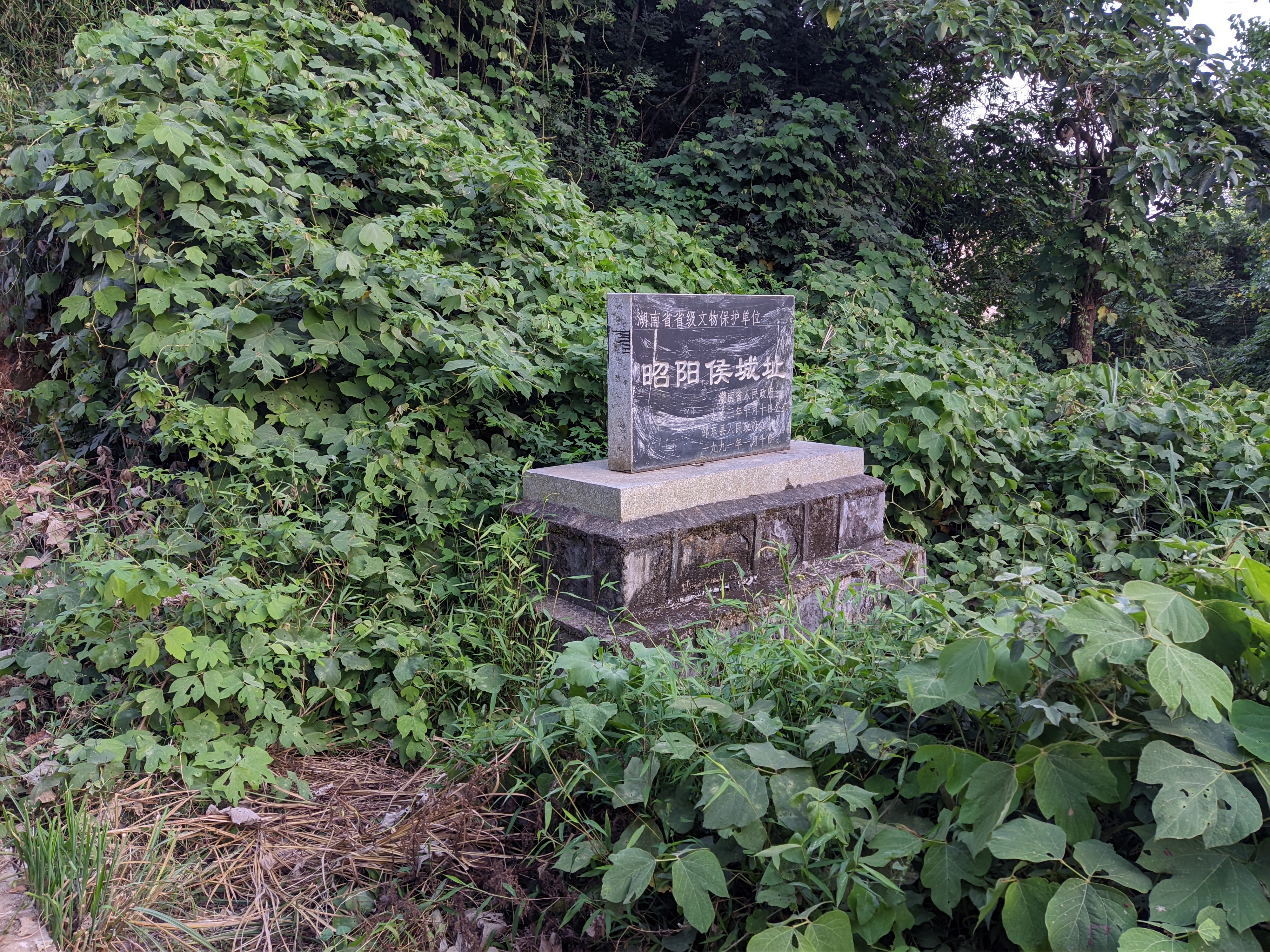
昭阳侯城址碑

西汉平帝元始五年（5年）置昭阳侯国于今大禾塘街道同意村，仍属零陵郡。
东汉改昭阳侯国为昭阳县。
西晋武帝太康元年（280年），晋武帝司马炎为避父司马昭之讳，改昭陵郡为邵陵郡，改昭阳县为邵阳县。邵阳之名从此开始，但这邵阳正是今之邵东，县治在余家桥。
隋文帝开皇元年（581年），废邵陵郡，改名为邵阳县，又将县治从余家桥迁到今邵阳市。隋代属潭州管辖的邵阳县，范围十分广大，大体上相当于现今的邵东、邵阳市、邵阳县、新邵、隆回、城步、新宁、武冈、绥宁、洞口。
隋炀帝时，邵阳县为肖铣所占，邵阳县改称建州。
唐高宗改建州为南梁州。唐太宗复改南梁州为邵州。唐玄宗又改邵州为邵阳郡。唐肃宗又改邵阳郡为邵州，属江南道管辖。
五代天福年间（942年）曾一度改邵州为敏州，邵阳县为敏政县。然为时很短，旋即改为邵州，敏政县为邵阳县，属湖南道武安军管辖。
宋朝分全国为十五路，邵州属荆湖南路。
南宋理宗宝庆元年（1225年），将邵州升为宝庆府。
元朝，邵阳隶属湖广省宝庆路。
明朝，邵阳县隶属湖南道宝庆府。
清朝，邵阳县隶属湖南布政使司宝庆府。
民国六年至民国七年（1917年到1918年），即护法运动前后，宝庆府改为宝庆县民国十七年（1928年），宝庆县改为邵阳县。民国二十七年（1938年），全湖南划为九个行政区（湖南省行政督察区），邵阳为第六行政区。
1949年10月10日，邵阳获得解放，随即成立邵阳县人民政府。
1952年，析置邵东县（因县境全境属于老邵阳县东乡，故名），属邵阳专（地）区。
1977年，划属涟源地区。
1983年8月，实行市带县体制，邵东县又从娄底地区划出，改属邵阳市管辖。
2019年7月12日，经国务院批准，民政部批复同意撤销邵东县，设立县级邵东市，以原邵东县行政区域为邵东市的行政区域，邵东市人民政府驻大禾塘街道兴和大道288号。邵东市由湖南省直辖，邵阳市代管。

## 地理

### 位置
邵东市位于邵阳市东郊，东连双峰县、衡阳县，南邻祁东县，西接邵阳县、邵阳市双清区，北交新邵县、涟源市，处东经 111°30′-112°05′，北纬26 °50′-27°28′之间。辖3街道18镇4乡1场和1个省级经开区，南北长59公里，东西宽56.7公里，总面积1768.75平方公里。全市已形成了320国道、315省道、沪昆高速公路、衡邵高速公路、娄邵铁路、洛湛铁路和怀衡铁路为干线的交通立体网络。

### 地势

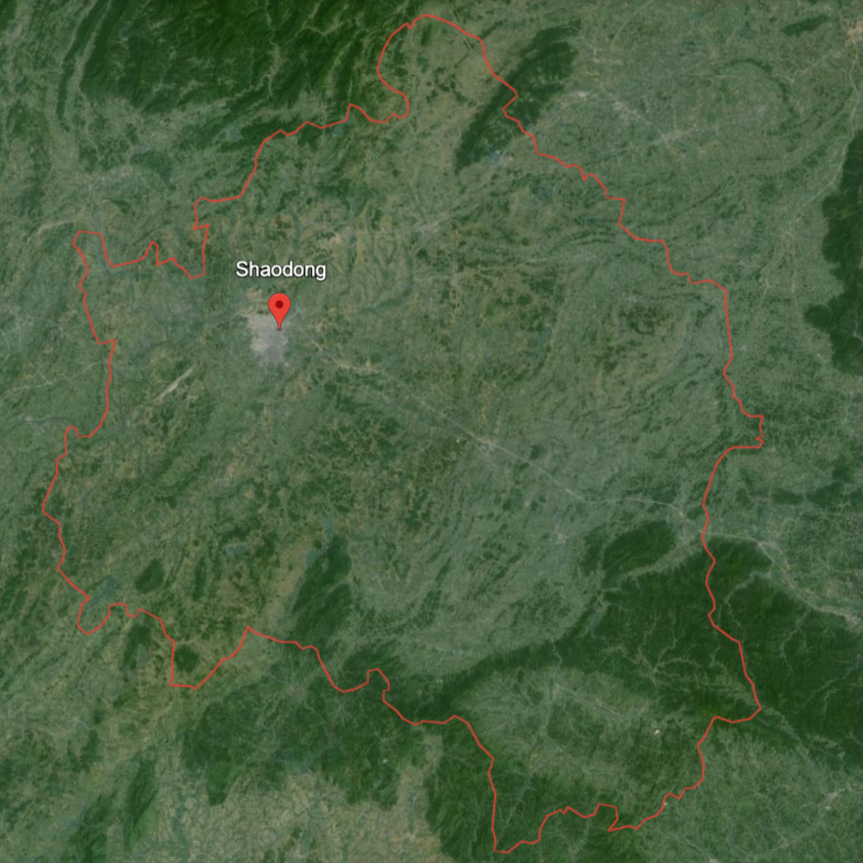
邵东卫星图（2013年）

境内属湘中丘陵地带，为浸融蚀地貌。丘岗地占全县总面积的61.18%，山地占21.69%，平原多为溪谷平原，仅占10.85%。地势南北崛起向中部倾斜，中部抬升向东西两向成阶梯式倾斜，成为境内三大水系的分水岭。邵东处雪峰山脉和南岭山脉之间的过渡地带，境内丘岗谷地遍布，伴有低丘小平原和若干小型盆地.地势为地南北山地崛起，中部抬升向东西倾斜。从地势上可以看出，邵东的水系流经的地域面积很小。

### 气候

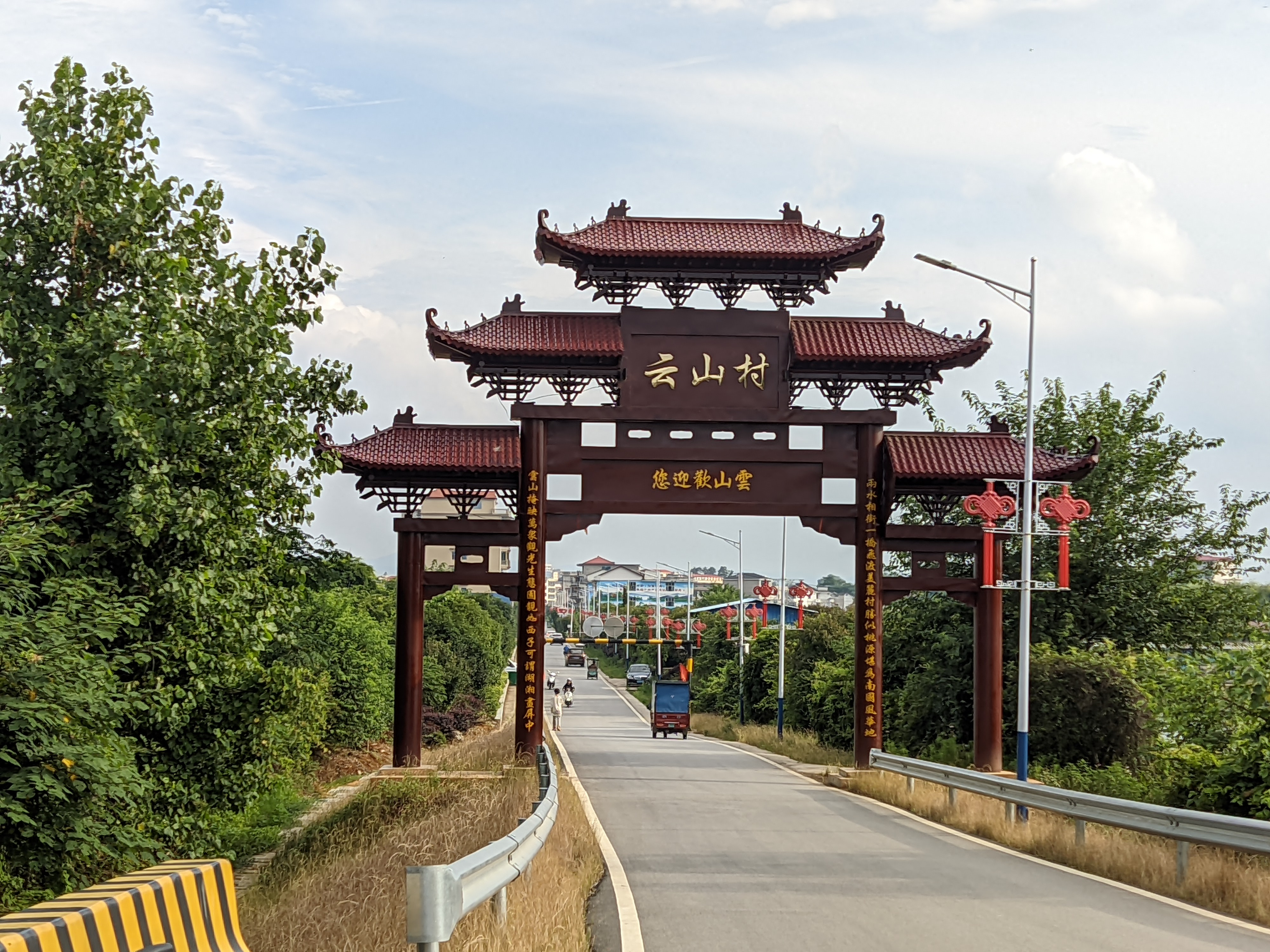
云山村

市域处亚热带季风区气候温和，四季分明。春多阴雨，夏暑期长，秋多干旱，冬寒期短。年日平均气温16.6℃。年平均无霜期270天。年平均降水量1150—1350毫米。 
| 邵东（1991–2020年平均值） | 邵东（1991–2020年平均值） | 邵东（1991–2020年平均值） | 邵东（1991–2020年平均值） | 邵东（1991–2020年平均值） | 邵东（1991–2020年平均值） | 邵东（1991–2020年平均值） | 邵东（1991–2020年平均值） | 邵东（1991–2020年平均值） | 邵东（1991–2020年平均值） | 邵东（1991–2020年平均值） | 邵东（1991–2020年平均值） | 邵东（1991–2020年平均值） | 邵东（1991–2020年平均值） |
| 月份                      | 1月                       | 2月                       | 3月                       | 4月                       | 5月                       | 6月                       | 7月                       | 8月                       | 9月                       | 10月                      | 11月                      | 12月                      | 全年                      |
| ------------------------- | ------------------------- | ------------------------- | ------------------------- | ------------------------- | ------------------------- | ------------------------- | ------------------------- | ------------------------- | ------------------------- | ------------------------- | ------------------------- | ------------------------- | ------------------------- |
| 平均高温 °C（°F）         | 8.6 (47.5)                | 11.4 (52.5)               | 15.6 (60.1)               | 22.1 (71.8)               | 26.4 (79.5)               | 29.4 (84.9)               | 32.7 (90.9)               | 32.3 (90.1)               | 28.4 (83.1)               | 23.0 (73.4)               | 17.5 (63.5)               | 11.5 (52.7)               | 21.6 (70.8)               |
| 日均气温 °C（°F）         | 5.1 (41.2)                | 7.5 (45.5)                | 11.4 (52.5)               | 17.4 (63.3)               | 21.9 (71.4)               | 25.3 (77.5)               | 28.0 (82.4)               | 27.3 (81.1)               | 23.5 (74.3)               | 18.2 (64.8)               | 12.6 (54.7)               | 7.1 (44.8)                | 17.1 (62.8)               |
| 平均低温 °C（°F）         | 2.6 (36.7)                | 4.7 (40.5)                | 8.4 (47.1)                | 14.0 (57.2)               | 18.5 (65.3)               | 22.2 (72.0)               | 24.4 (75.9)               | 23.8 (74.8)               | 20.0 (68.0)               | 14.7 (58.5)               | 9.1 (48.4)                | 4.0 (39.2)                | 13.9 (57.0)               |
| 平均降水量 mm（）         | 61.2 (2.41)               | 65.4 (2.57)               | 130.2 (5.13)              | 140.3 (5.52)              | 172.3 (6.78)              | 201.8 (7.94)              | 134.3 (5.29)              | 110.2 (4.34)              | 60.4 (2.38)               | 63.1 (2.48)               | 65.5 (2.58)               | 49.2 (1.94)               | 1,253.9 (49.36)           |
| 平均降水天数（≥ 0.1 mm）  | 14.4                      | 14.1                      | 17.1                      | 16.3                      | 16.4                      | 14.6                      | 10.3                      | 11.1                      | 8.4                       | 9.5                       | 10.7                      | 10.9                      | 153.8                     |
| 平均降雪天数              | 4.1                       | 2.5                       | 0.5                       | 0                         | 0                         | 0                         | 0                         | 0                         | 0                         | 0                         | 0.1                       | 1.3                       | 8.5                       |
| 平均相對濕度（％）        | 80                        | 80                        | 82                        | 81                        | 81                        | 83                        | 78                        | 79                        | 79                        | 78                        | 79                        | 77                        | 80                        |
| 月均日照時數              | 59.9                      | 57.4                      | 77.0                      | 106.6                     | 131.4                     | 138.7                     | 229.9                     | 213.7                     | 155.9                     | 127.0                     | 114.1                     | 90.3                      | 1,501.9                   |
| 可照百分比                | 18                        | 18                        | 21                        | 28                        | 31                        | 34                        | 55                        | 53                        | 43                        | 36                        | 36                        | 28                        | 33                        |
| 来源：中国气象局          |                           |                           |                           |                           |                           |                           |                           |                           |                           |                           |                           |                           |                           |

### 水系
境内有邵水、蒸水、测水三大地表水系，蒸水、测水向东流入湘江，邵水向西注入资江。总径流量年均24.87亿立方米。地下水源丰富，且露头好，储量在一般年景达4.6亿立方米。

## 资源
境内资源丰富，矿产以煤、石膏为主，已探明煤储量4000万吨，石膏储量3.2亿吨左右，煤和石膏储量均居全省前列。还有锰、铅、锌、铀、铁、硅砂、重晶石、塑性粘土，石灰石等。土镶有水稻土、红壤、黄壤等7大类，16个亚类，51个土属，137个土种。
牛马司煤矿出产烟煤，属低灰、低硫、低磷、易选优质主焦煤。牛马司矿区早在200年前就已开采，到光绪年间，煤矿业已初具规模。民国时期，相继成立亨利、长丰等13个集股合资经营公司。到上世纪70年代中期，牛马司煤矿年产量高达75万吨，曾连续三年跻身全国煤炭系统百强企业行列。

## 经济

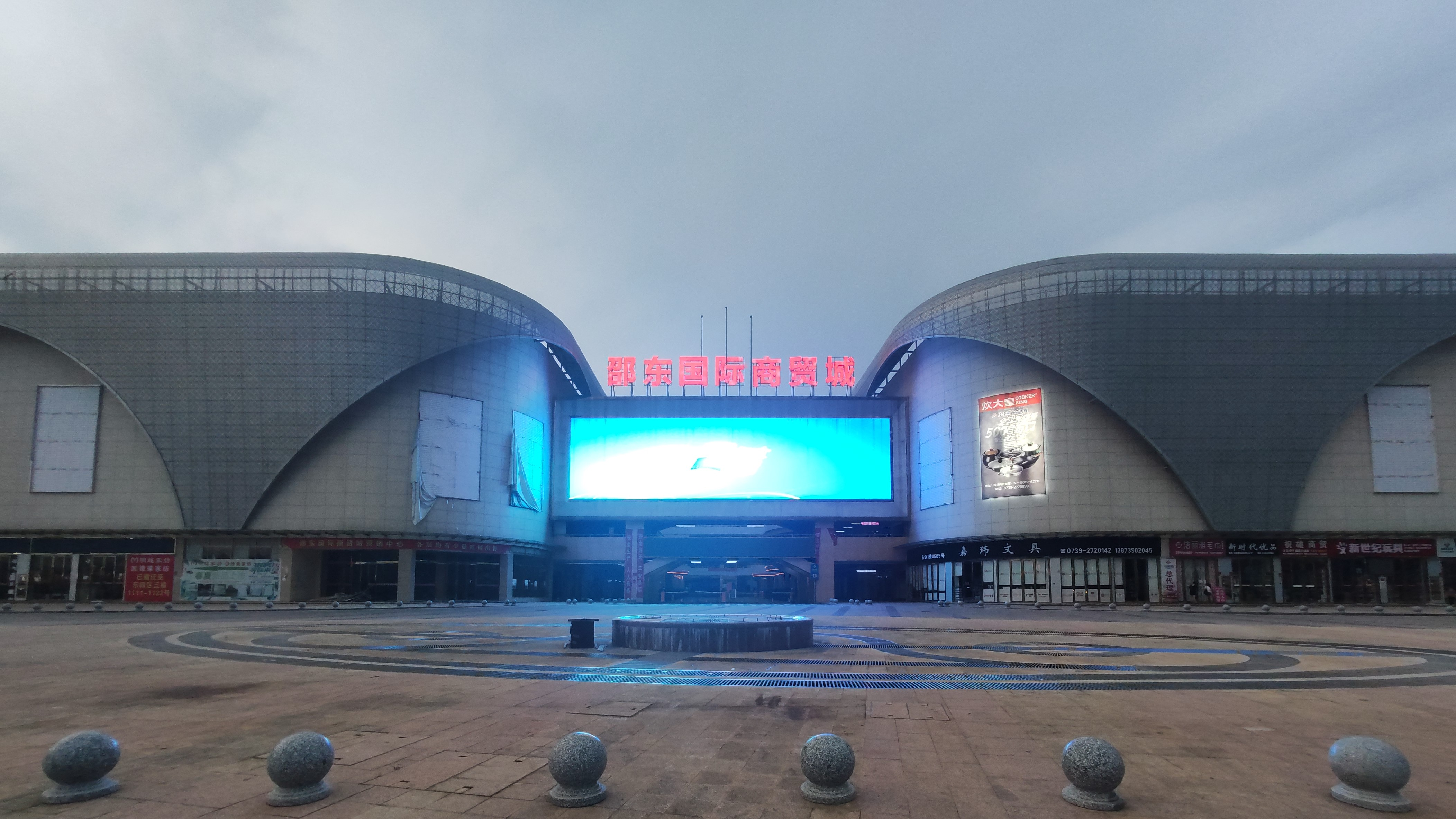
邵东国际商贸城

### 概述
邵东市素有“百工之乡”“商贸之城”“民营之都”的美称，拥有全国科技进步先进县、中国箱包皮具生产基地、全国打火机和箱包加工贸易转型升级基地、中国注塑打火机生产第一县、湖南省特色制造产业重点县等区域发展名片。
2022年全市实现生产总值721.5亿元，按可比价计算，比上年增长5.1％。其中：第一产业实现增加值63.8亿元，增长3.8％；第二产业实现增加值273.9亿元，增长7.5%；第三产业实现增加值383.8亿元，增长3.8％。一二三次产业结构比重为8.8：38：53.2。全社会用电量21.7亿度，增长6.2%；工业用电量8.6亿度，增长2.9%。服务业持续恢复，规模以上服务业营业收入16.72亿元，增长16%，利润总额1.09亿元，税金及附加0.098亿元，应交增值税0.13亿元，从业人员平均人数7009人。

### 第一产业

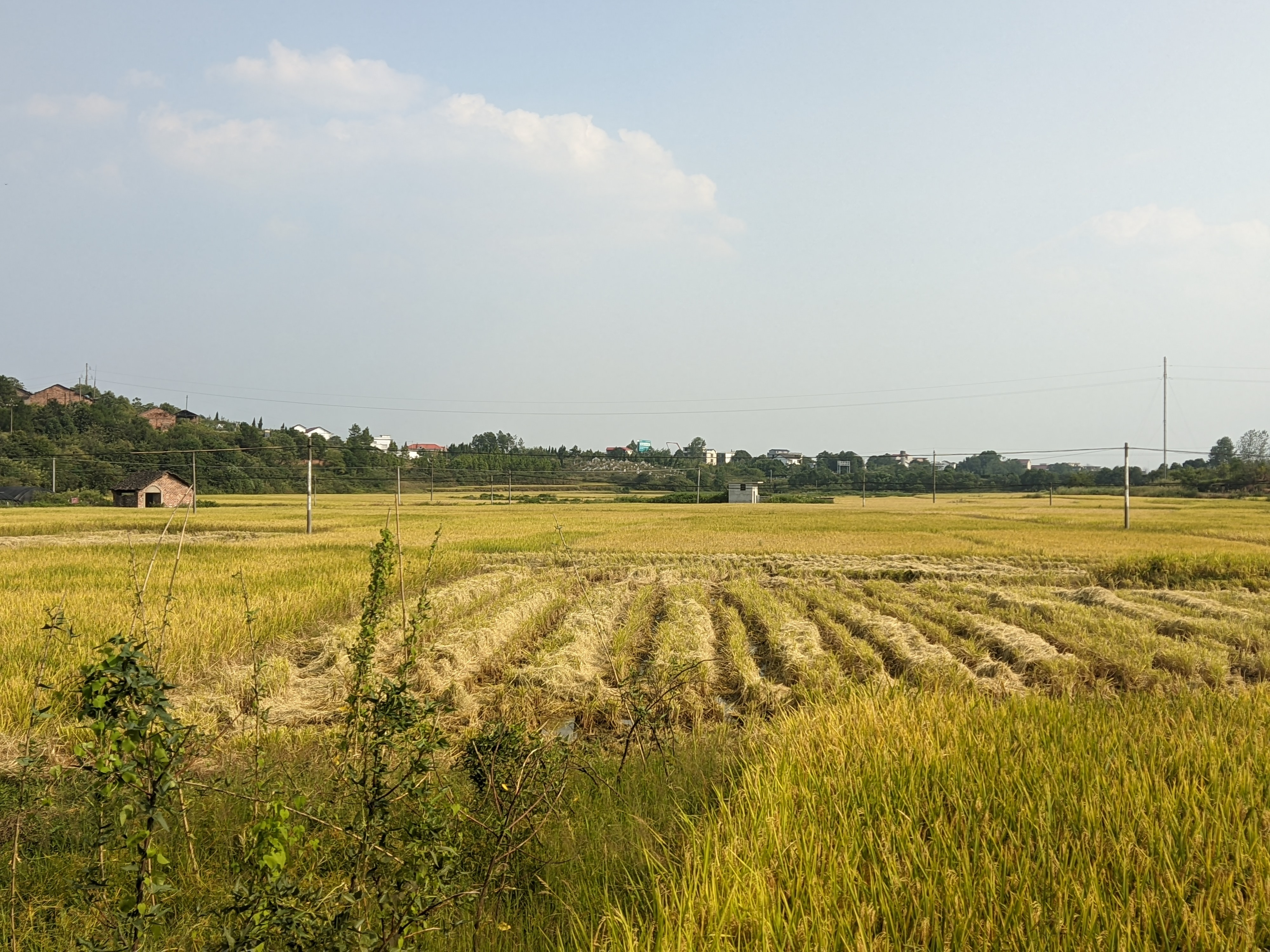
邵东稻田

境内农产品主要有稻谷、小麦、红薯、大豆、花生、油菜等，经济作物以黄花、中药材、柑桔、西瓜等为大宗。邵东黄花菜、邵东玉竹被列入中国地理标志产品保护列表。其中邵东黄花菜久负盛名，邵东素有“金针之乡”的美称，产品历来畅销国内外。邵东是玉竹、芍药的主要产区和交易集散地，具有较高的品质。邵东的丹皮、白芍、尾参亦闻名遐迩。黄草坪林场是湖南省第一家茶油林场，并先后培养出优秀茶树品质，出产的茶油拥有不凡的品质。
2022年，邵东市实现农林牧渔业总产值110.04亿元，同比增长3.9％。其中：农业70.4亿元，增长2.7%；林业0.95亿元，增长58.6％；牧业29.2亿元，增长5.4％；渔业5.8亿元，增长1.3％；农林牧渔服务业3.7亿元，增长9.4％。

### 第二产业

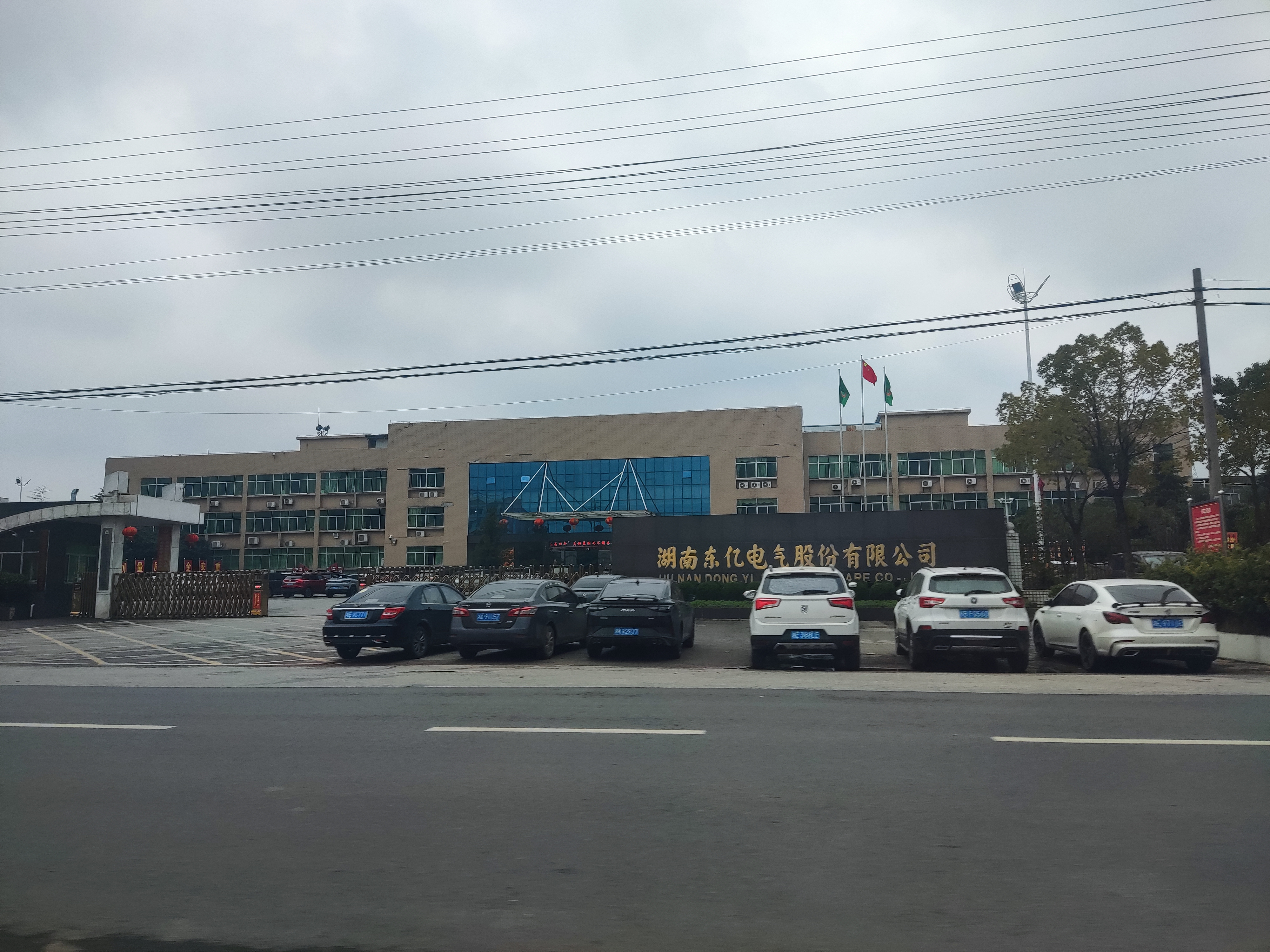
邵东打火机巨头

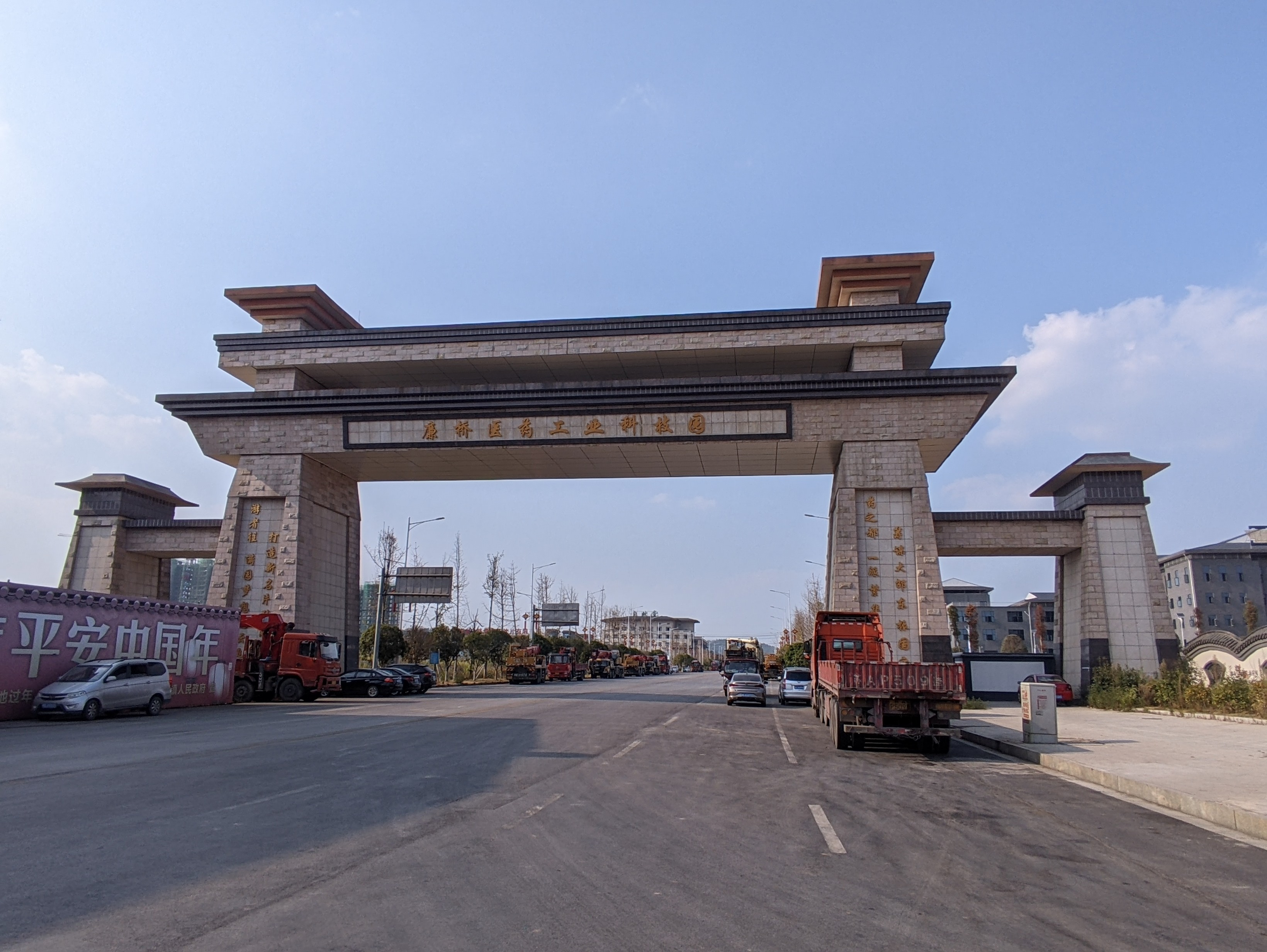
廉桥医药工业科技园

邵东的轻工业较为活跃，是中国知名的箱包皮具、全国打火机和小五金生产基地，并且在电气、传统医药、红包、隐形眼镜、电子显示屏等产业颇具规模。其中打火机产量约占全球70%，并且全产业链相当完整且具备高度自动化。邵东积极发展电子信息、智能制造、生物医药、新材料、新能源等战略性新兴产业，大力推进传统产业的自动化、智能化转型升级。
截至2023年，邵东市规模以上有研发活动的工业企业485家，技改投资51.2亿元，同比增长93.7%。新增各类专利授权489件，万人发明专利拥有量2.99件，居邵阳市第一。智能制造研究院获评国家知识产权优势企业，成功入选工信部中小企业数字化转型示范平台。2023年，新认定国家高新技术企业46家，省级小巨人企业18家，1家企业获省科技进步奖。今年全年新增注册商标1291件，现有有效商标1.7万余件，居全省第三。
湖南邵东经济开发区是正处级省级开发区，后合并原邵东生态产业园，是全球湘商十大最具投资价值园区、全省承接产业转移和新型工业化示范园区、湖南省“大众创业 万众创新”示范基地。2017年成功跻身全省园区“十强”。形成了以轻工制造（箱包、五金、打火机等）、智能制造为主导产业，中医药加工为特色产业，前瞻布局高端装备制造、电子信息2个未来产业。区共有工业企业782 家，其中规模工业企业505家。年主营业务收入10亿元以上的企业21家、20亿元以上的7家。2022年园区预计实现技工贸总收入1392.78亿元，规模工业增加值258.03亿元，高新技术主营收入909.28亿元，上缴税金20.8亿元，招商引进39个项目，合同引资总金额37.91亿元，其中投资5000万元（含）至2亿元项目13个，投资2亿元（含）至10亿元项目7个。其中的邵东湘商产业园位于邵东生态产业园南部新型工业区，园区以湘商人脉资源为依托，以完善的基础设施、高规格标准化厂房和配套服务为载体，集群发展皮具箱包、服装、小五金、电子，医药等产业，建成为吸引湘商来邵投资发展的示范区。

### 第三产业

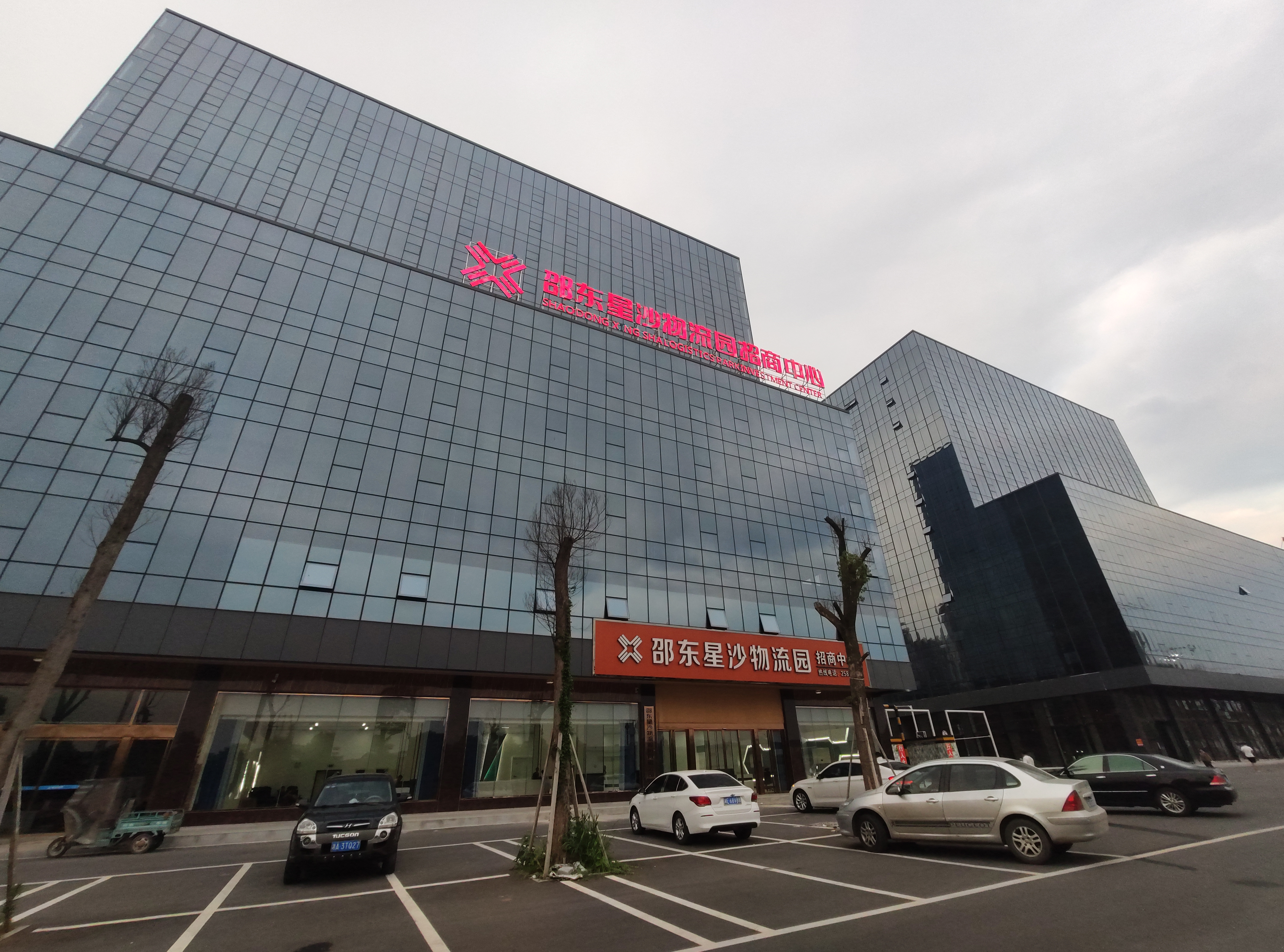
星沙物流园

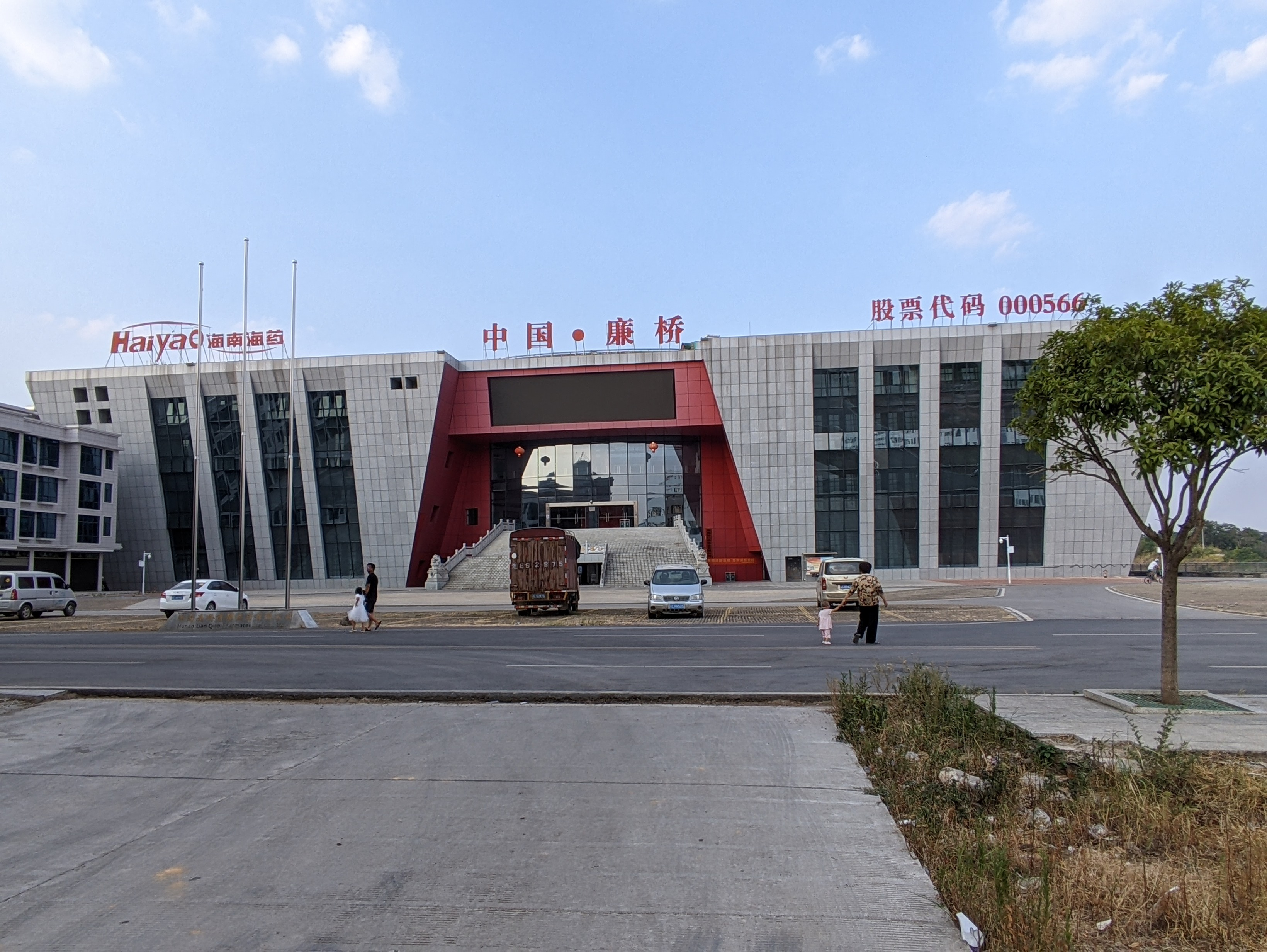
南国药都

邵东素有“商贸之城”的美誉，市场商贸是邵东经济特色，出现了“城内有城，市中有市”的现象，成为湘中商品集散中心。市场是邵东经济特色，是邵东经济的支柱，也是邵东的传统优势。多年来邵东经济的发展主要得益于市场强大的拉动和辐射作用，市场为邵东经济发展做出了不可替代的贡献。目前有各种专业市场、综合市场和农副产品市场达102个，市场占地面积2200亩，建筑面积达100万平方米，经营门面15000多间，摊位20000余个。
邵东市场的壮大对促进经济发展起着举足轻重的作用。一是促进了全市人流、物流、信息流的合理流动。每天上市客商达20多万，经营的品种主要有日用百货、针织服装、五金交电、家用电器、建筑材料、中药材、铝制品、皮革鞋类、书刊杂志、农林产品等20余类25000多个花色品种。商品主要销往南方20多个省、市，还远销东南亚十几个国家和地区，托运线路118条，在中国南方二十几个省市县都有托运网点。二是带动了其他产业的飞速发展。如全市的小城镇建设、房地产开发、交通运输、邮政电信、餐馆服务等行业。三是围绕市场全市涌现出230多个专业村、15000多家庭工业、500多家私营企业，形成了全市市场经济协调发展大合唱。较为突出的有：邵东国际商贸城、廉桥中药材专业市场（交易量全国排名第三）、中国邵东(国际)皮具工贸园、 中南五金大市场、邵东水果蔬菜批发市场、东方家居广场、邵东家电城、邵东眼镜城、邵东建筑装饰材料大市场、邵东糖酒副食果品批发市场、徐家铺木材市场。

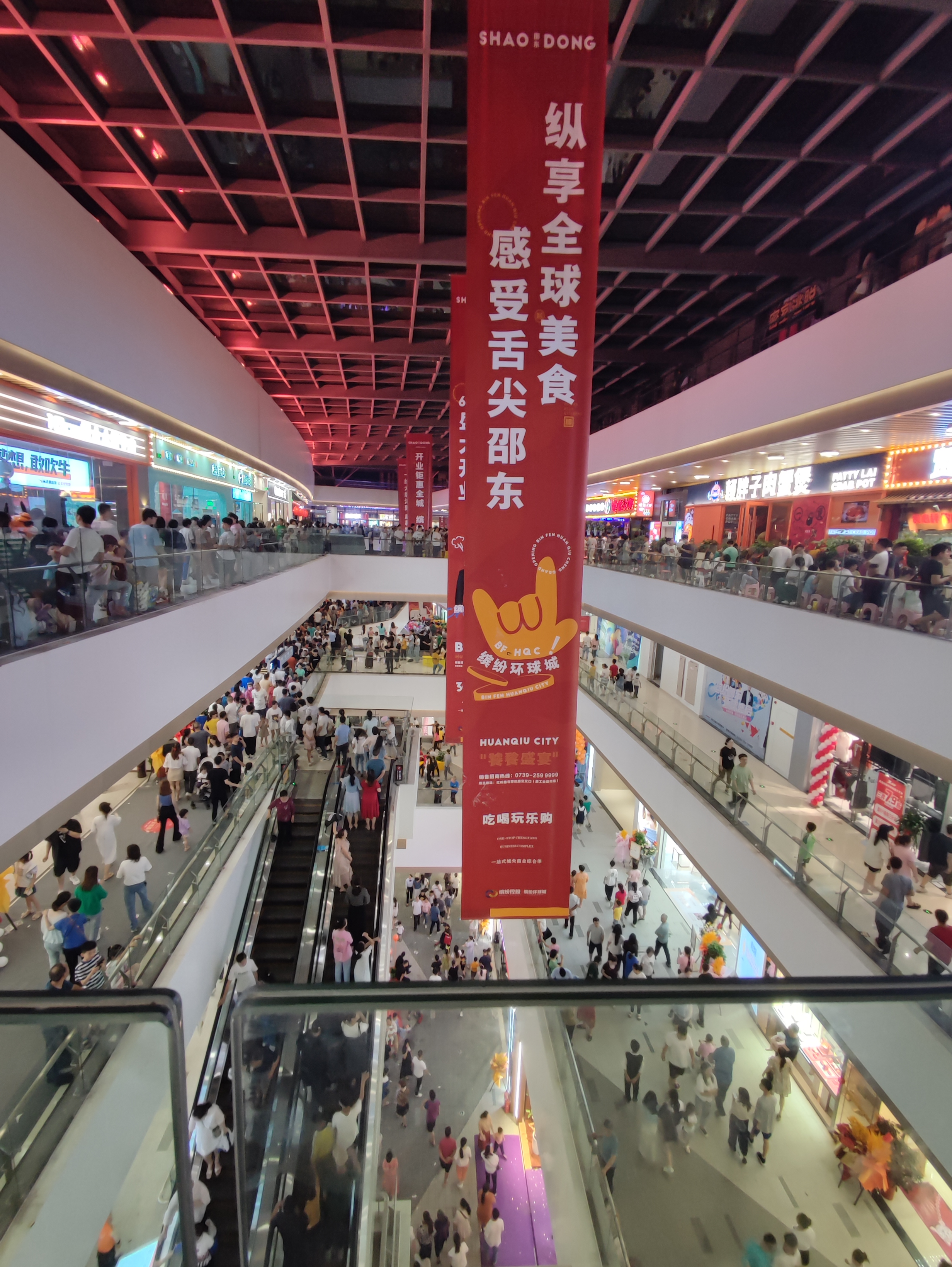
邵东缤纷环球城

2022年，邵东市实现社会消费品零售总额315.08亿元，同比增长2.3％。分区域看，城镇实现零售额279.1亿元，增长2.1％，乡村实现零售额35.99亿元，增长3.1％。分行业看，批发业实现零售额30.8亿元，增长2.1％，零售业实现零售额241.97亿元，增长2.5％，住宿业实现零售额7.18亿元，增长2.3％，餐饮业实现零售额35.1亿元，增长0.5％。限额以上实现零售额129.2亿元，增长7.8％，限额以下实现零售额185.8亿元，增长-1.3％。
2022年，邵东市实现进出口总额148.76亿元，同比增长21.43％，其中出口141.6亿元，增长17.72％，进口7.13亿元，增长223.77％。实际到位内资129.3亿元，增长6.6%。实际利用外资2230.7万美元，增长503.8%。
2022年，邵东市金融机构各项存款余额645.79亿元，比年初增加85.15亿元，增长15.19%。贷款余额415.93亿元，比年初增加43.7亿元，增长11.74％。

## 政治

### 四大班子
| 机构     | 邵东市人民政府 市长 | · 中国共产党 · 邵东市委员会 · 书记 | 邵东市人民代表大会 常务委员会 主任 | · 中国人民政治协商会议 · 邵东市委员会 · 主席 |
| -------- | ------------------- | ---------------------------------- | ---------------------------------- | -------------------------------------------- |
| 姓名     | 付凯军              | 李国军                             | 黄负平                             | 罗健康                                       |
| 民族     | 汉族                | 汉族                               | 汉族                               | 汉族                                         |
| 出生地   | 湖南省娄底市娄星区  | 湖南省长沙市宁乡县                 | 湖南省邵阳市新邵县                 | 湖南省邵阳市新邵县                           |
| 出生日期 | 1979年2月（46歲）   | 1977年4月（47歲）                  | 1968年11月（56歲）                 | 1972年11月（52歲）                           |
| 就任日期 | 2024年10月          | 2024年8月                          | 2022年9月                          | 2021年10月                                   |

## 行政区划

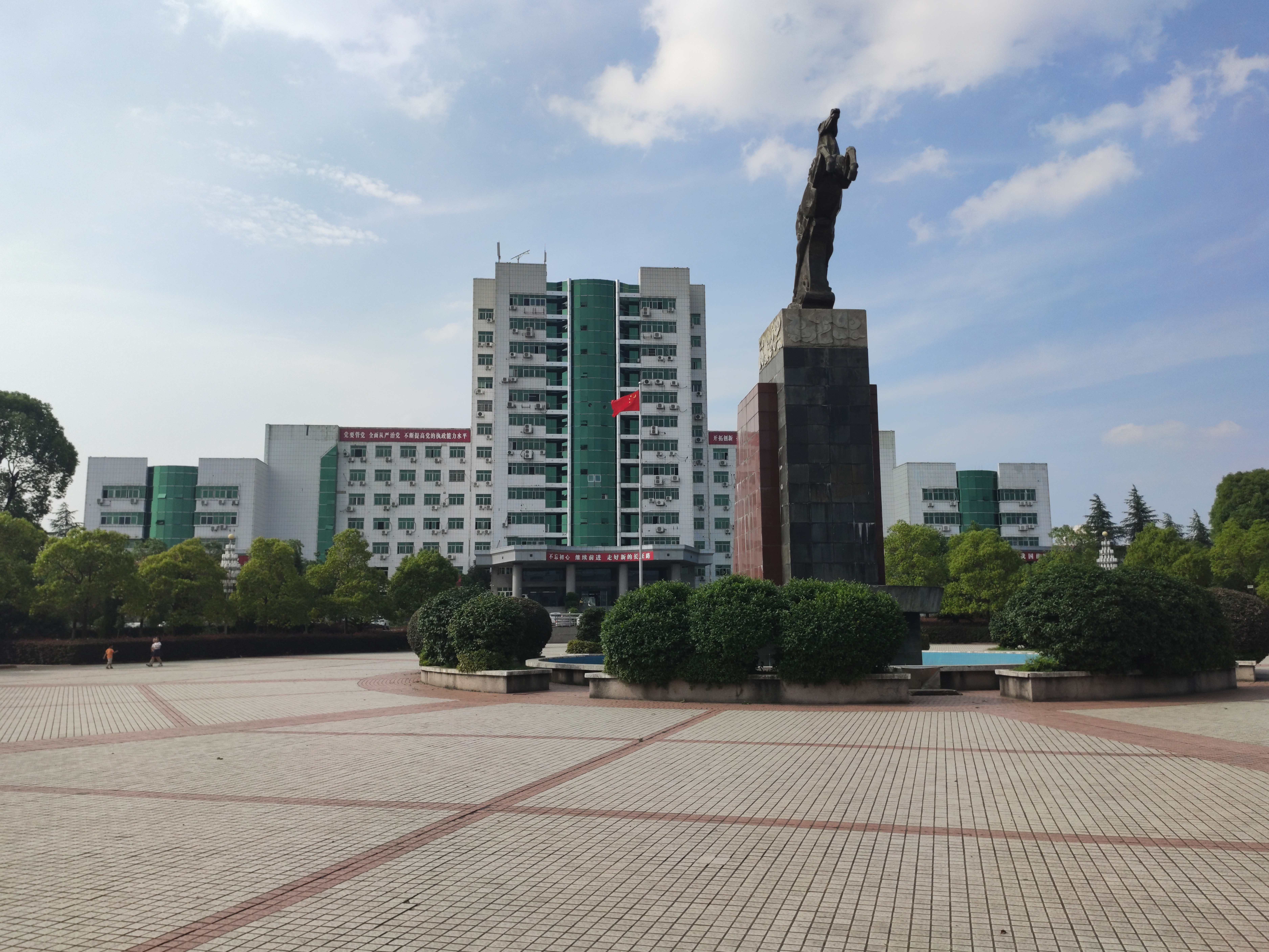
邵东市政府

邵东市下辖3个街道办事处、18个镇、4个乡：
大禾塘街道、两市塘街道、宋家塘街道、牛马司镇、界岭镇、九龙岭镇、仙槎桥镇、火厂坪镇、佘田桥镇、灵官殿镇、团山镇、砂石镇、廉桥镇、流光岭镇、流泽镇、魏家桥镇、野鸡坪镇、杨桥镇、水东江镇、黑田铺镇、简家陇镇、双凤乡、周官桥乡、堡面前乡和斫𥕢乡。

## 人口
根据第七次人口普查数据，截至2020年11月1日零时，邵东市常住人口为1038416人,，与2010年第六次全国人口普查的896619人相比，增加141797人，增加比例15.8%，年平均增长率为1.48%。
全市常住人口中，男性人口为543351人，占52.32%；女性人口为495065人，占47.68%。总人口性别比（以女性为100，男性对女性的比例）为109.75，与2010年第六次全国人口普查数据相比上升1.12。
全市常住人口中，0-14岁人口为221123人，占21.29%；15-59岁人口为599688人，占57.75%；60岁及以上人口为217605人，占20.96%，其中65岁及以上人口为166326人，占16.02%。与2010年第六次全国人口普查数据相比，0-14岁人口的比重下降1.17个百分点；15-59岁人口的比重下降2.73个百分点；60岁及以上人口的比重上升3.9个百分点，其中65岁及以上人口的比重上升4.44个百分点。
全市常住人口中，拥有大学（指大专及以上）文化程度的人口为65789人；拥有高中（含中专）文化程度的人口为202722人；拥有初中文化程度的人口为407479人；拥有小学文化程度的人口为271465人（以上各种受教育程度的人包括各类学校的毕业生、肄业生和在校生）。
全市共有家庭户374425户，集体户9030户，家庭户人口为970053人，集体户人口为68363人。平均每个家庭户的人口为2.59人，比2010年第六次全国人口普查减少0.69人。
在25个乡镇中，常住人口超过10万人的乡镇为大禾塘街道、宋家塘街道；在5万人至10万人之间的乡镇有4个，分别为两市塘街道、牛马司镇、灵官殿镇、黑田铺镇。

## 交通

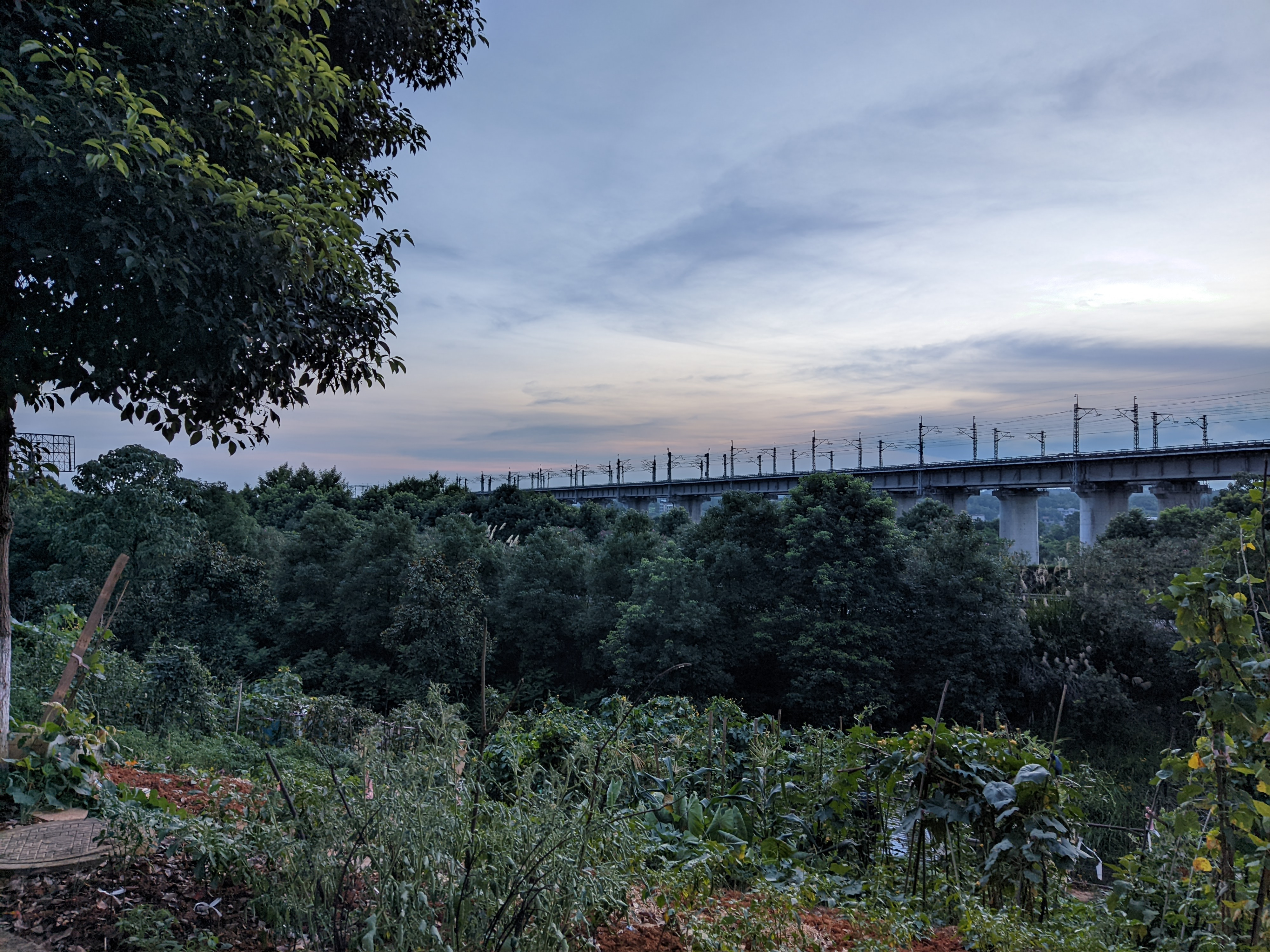
高铁轨道高架桥

### 铁路
火车站2座：邵东站和杨桥站。
过境铁路有：娄邵高铁和怀衡高铁。

### 高速公路
沪昆高速（G60）、衡邵高速（S80）

### 国道
- 320国道

### 省道
三纵为S336、S226、S227。
三横为S333、S336、S549。

## 文旅
邵东境内有湖湘民居代表国保清代米商巨贾大宅荫家堂、3A级度假景区怡卉园、唐代名士申太芝所居大云山、唐肃宗御赐题字的佘湖山、宋周敦颐洗墨的九龙岭，还有流光岭风景区，畔塘水库烟竹岩、朋山塘古屋、水东江长道冲千年古枫群及佘湖山古寺佛地等。
此外还有湖南省文物保护单位多处：汉代昭阳侯城遗址、音乐家贺绿汀故居、明代洪桥、新四军政治部主任袁国平故居、开国中将李寿轩故居、游击一纵司令谢嵩故居、新闻怪杰严怪愚故居、湖南农业学大寨典型旧址——野鸡坪农业及水利遗产、衡宝战役旧址（含烈士墓）、民族义士贺金声墓、五四先驱匡互生墓、承志堂、朱上湾刘氏大屋、邵东康阜亭。

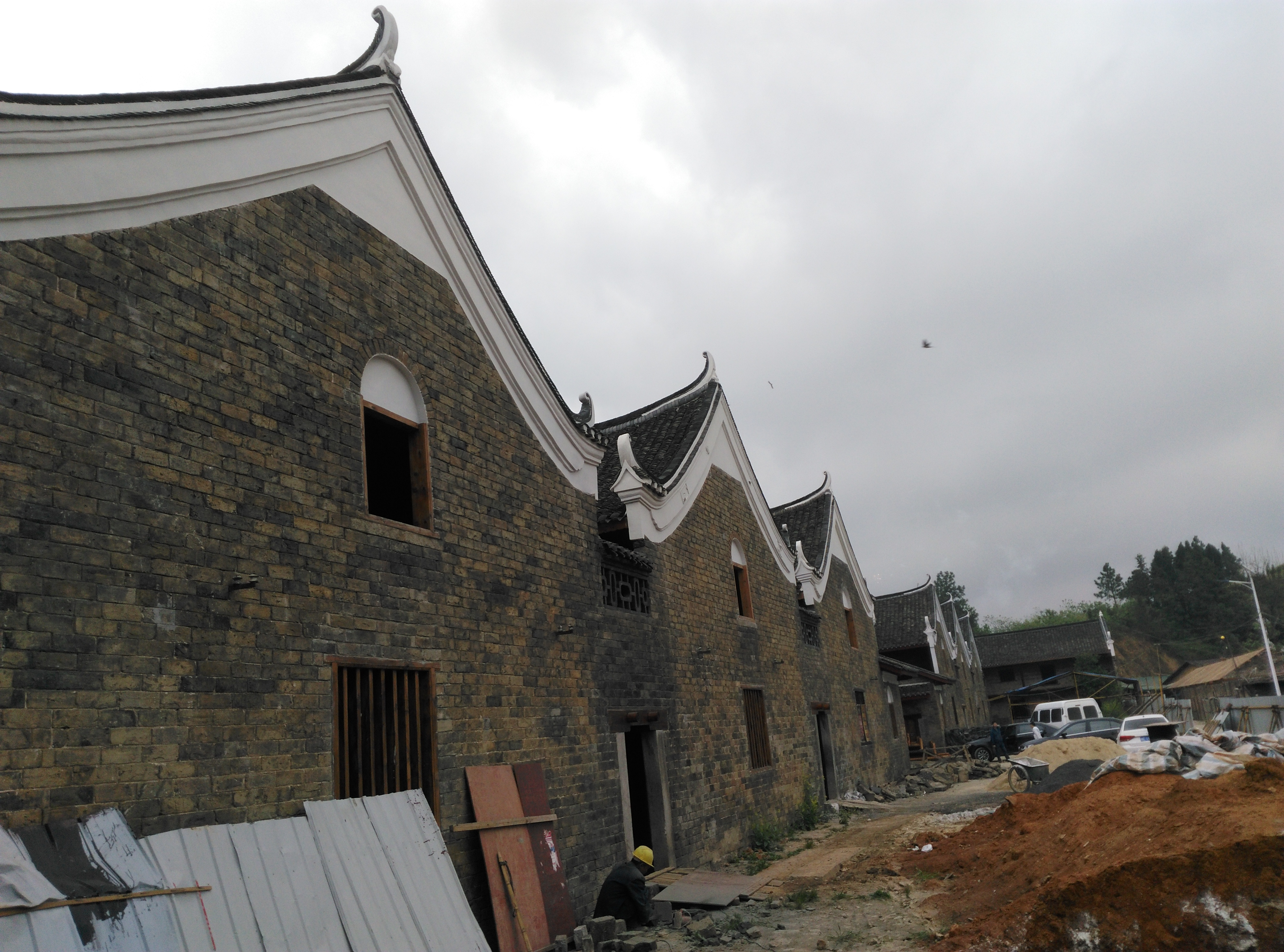
荫家堂
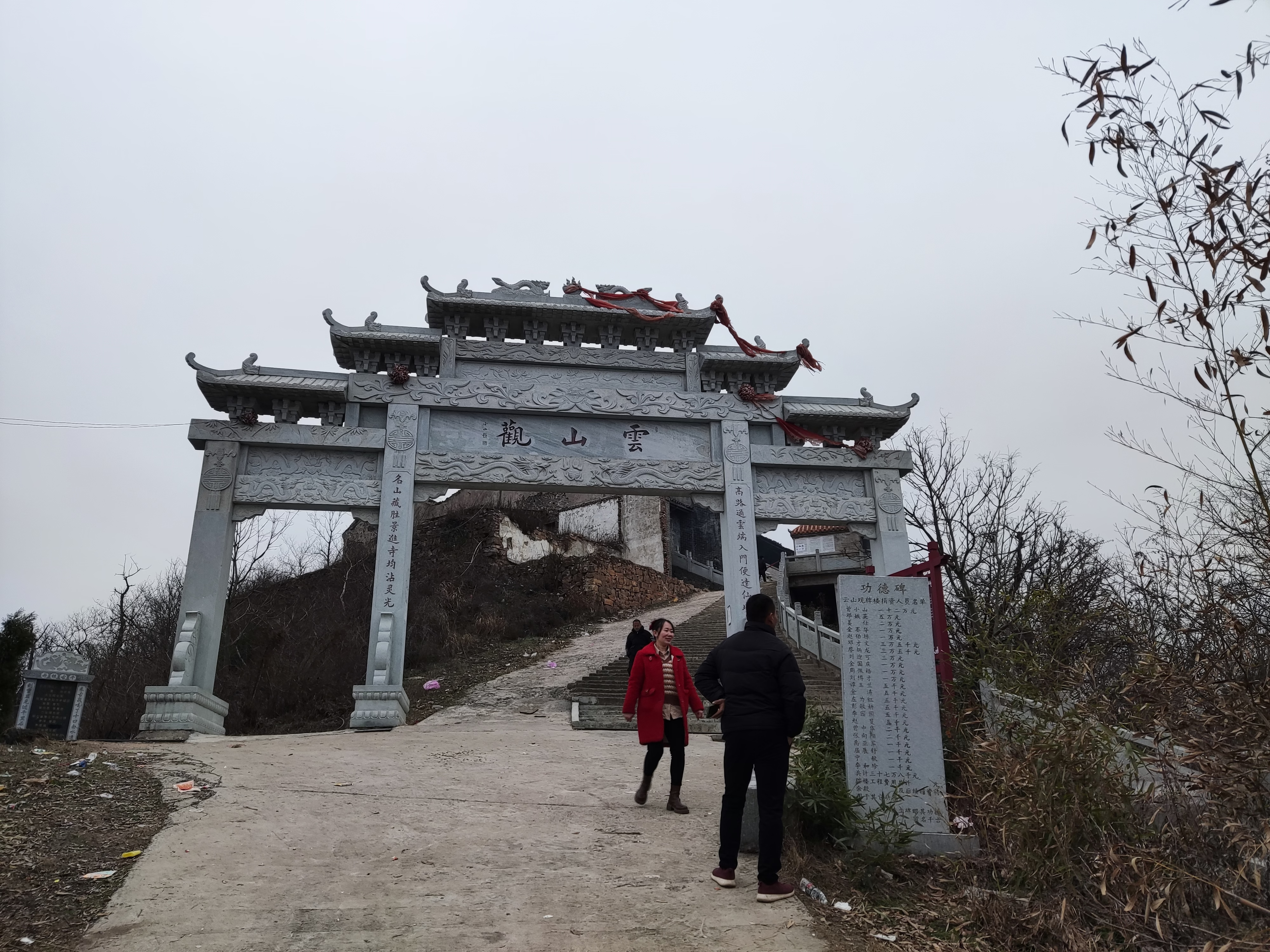
佘湖山
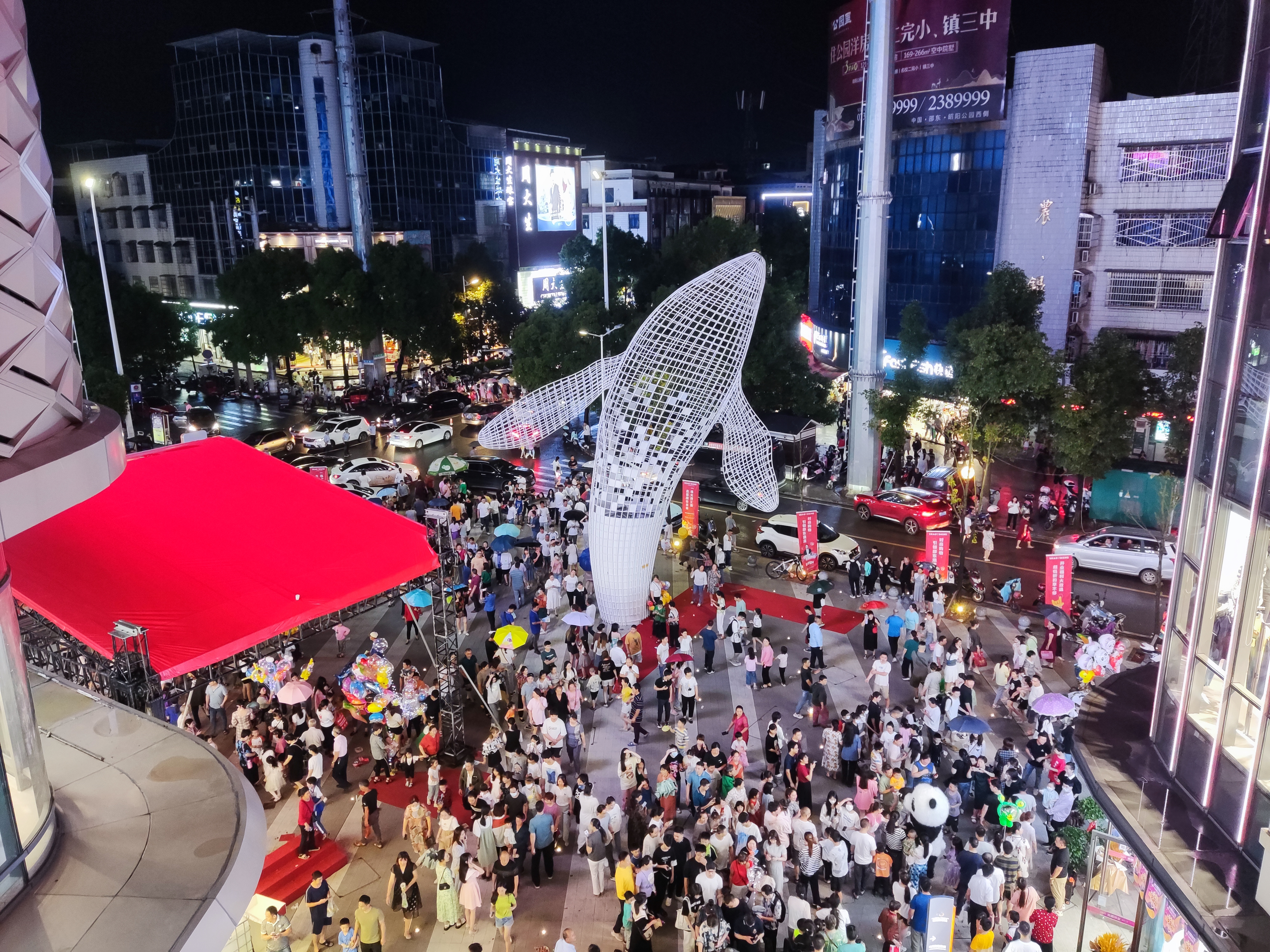
缤纷环球城
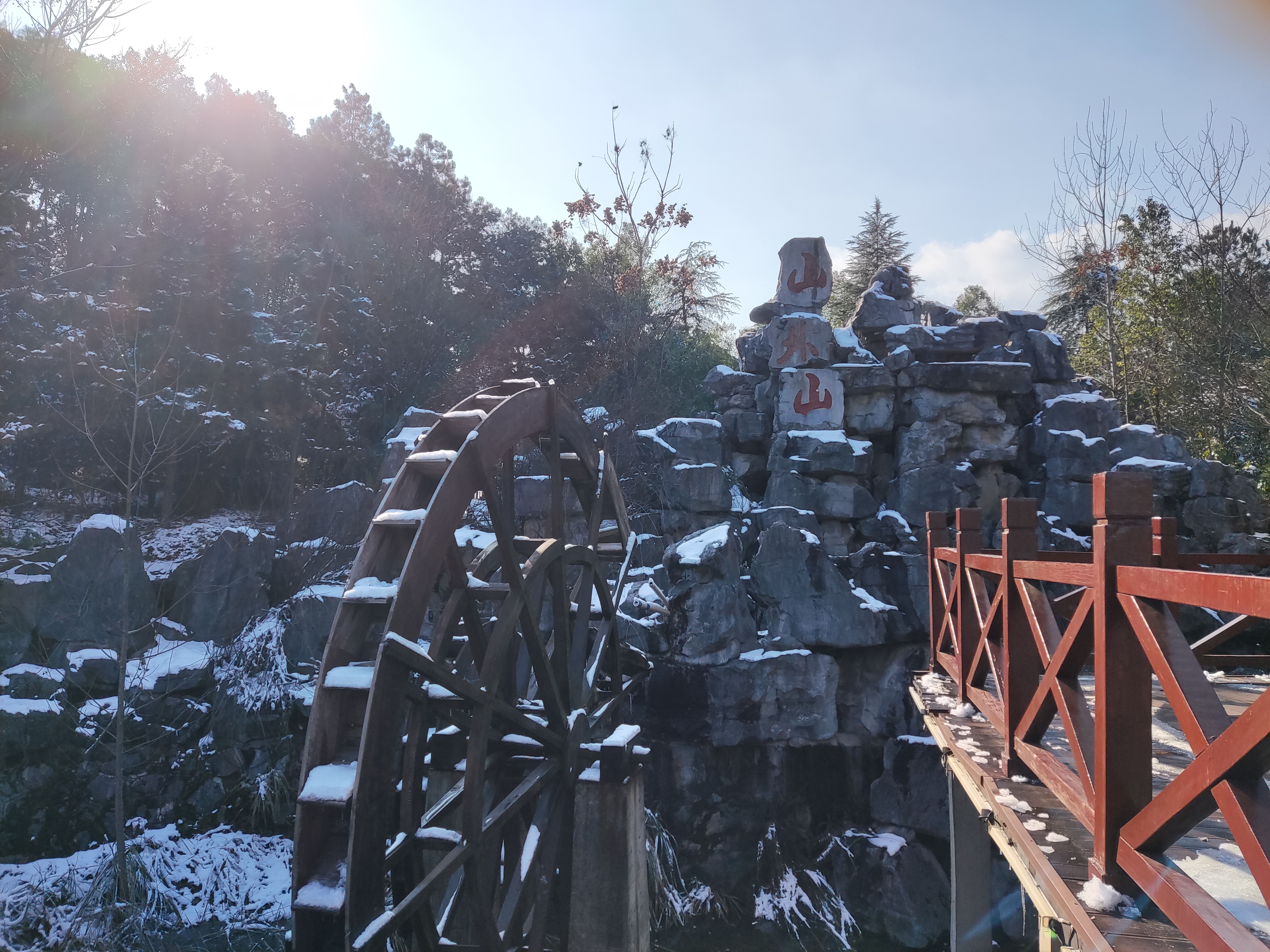
昭阳公园
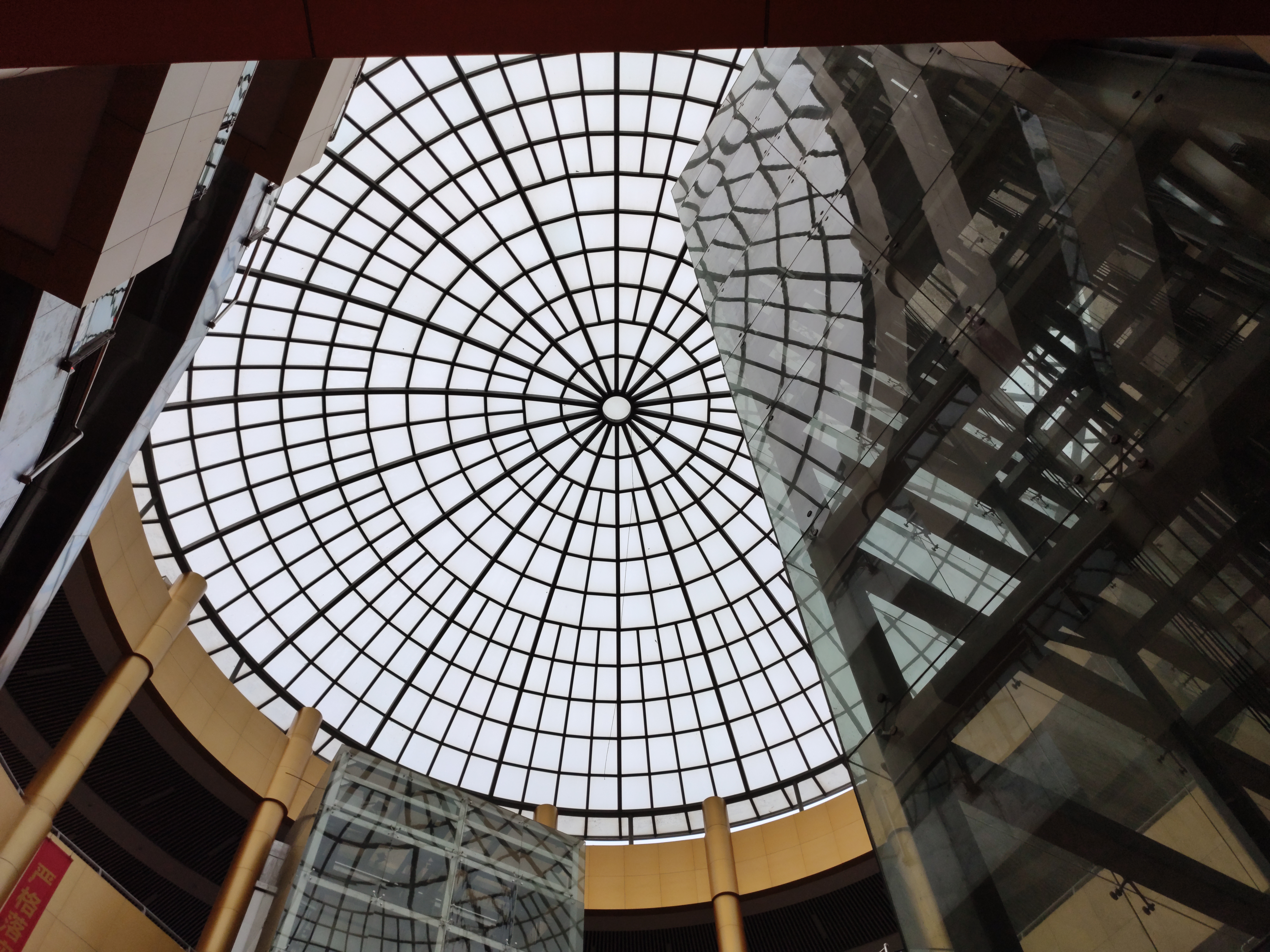
邵东国际商贸城
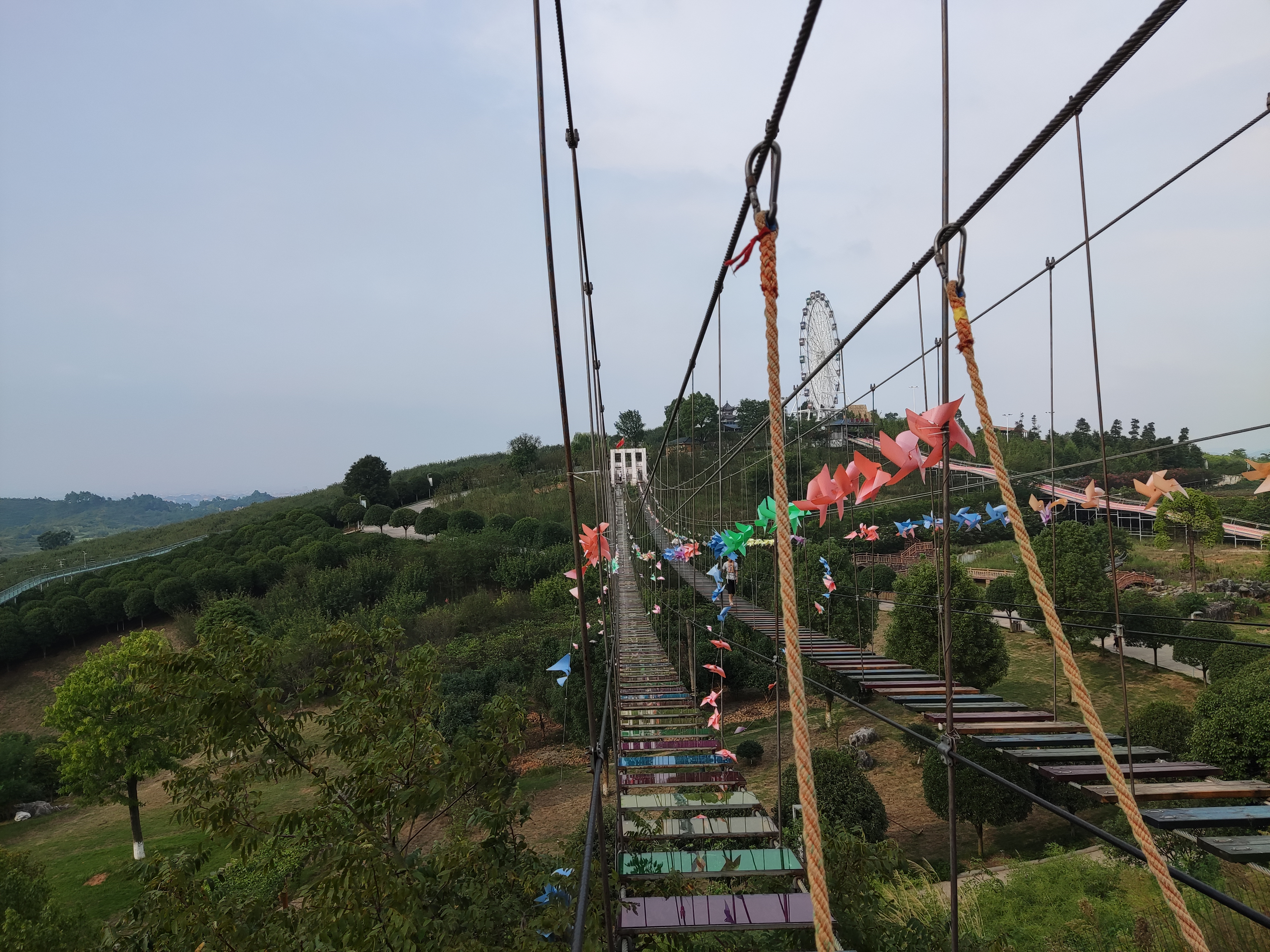
怡卉园度假景区
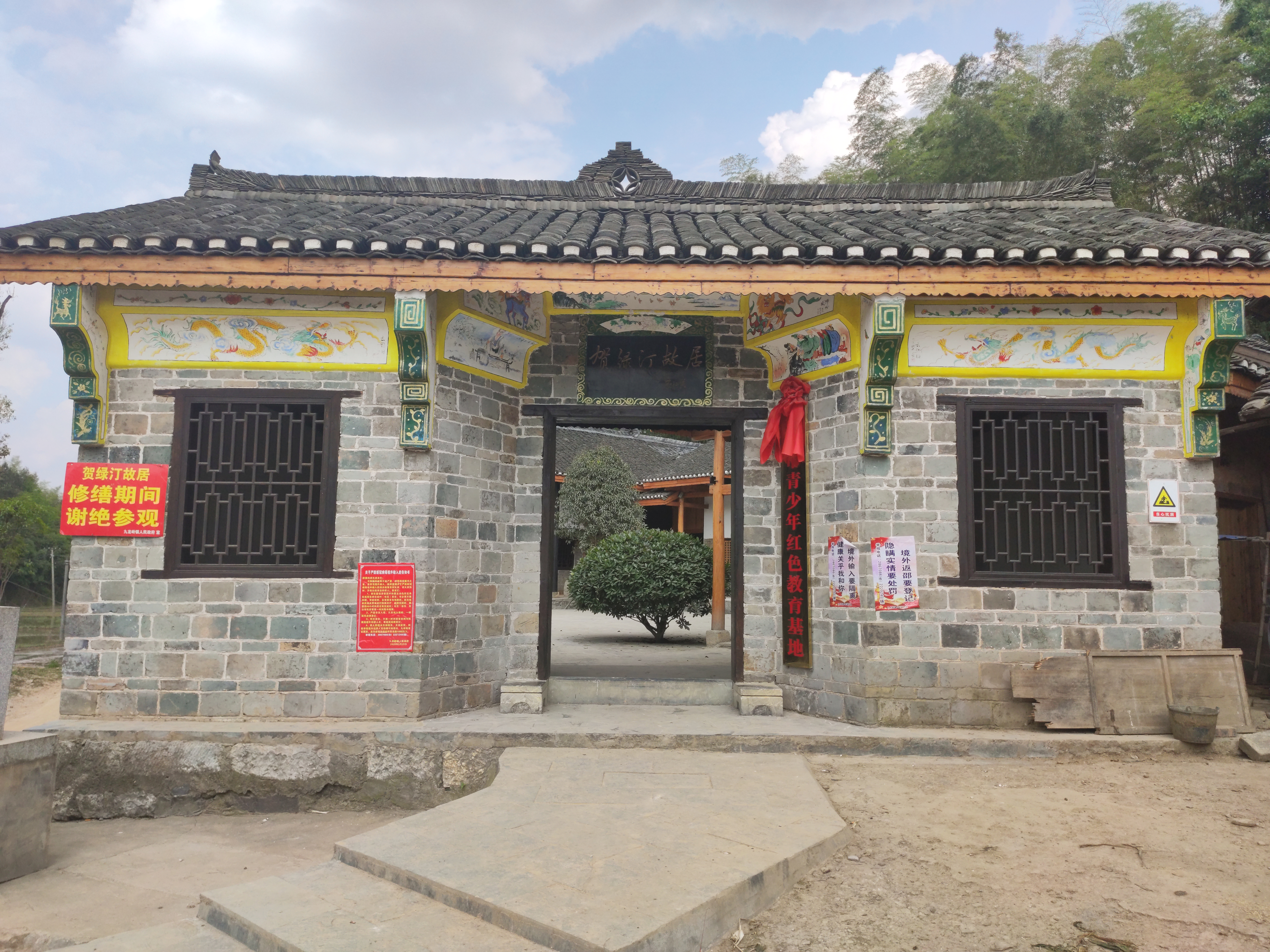
贺绿汀故居
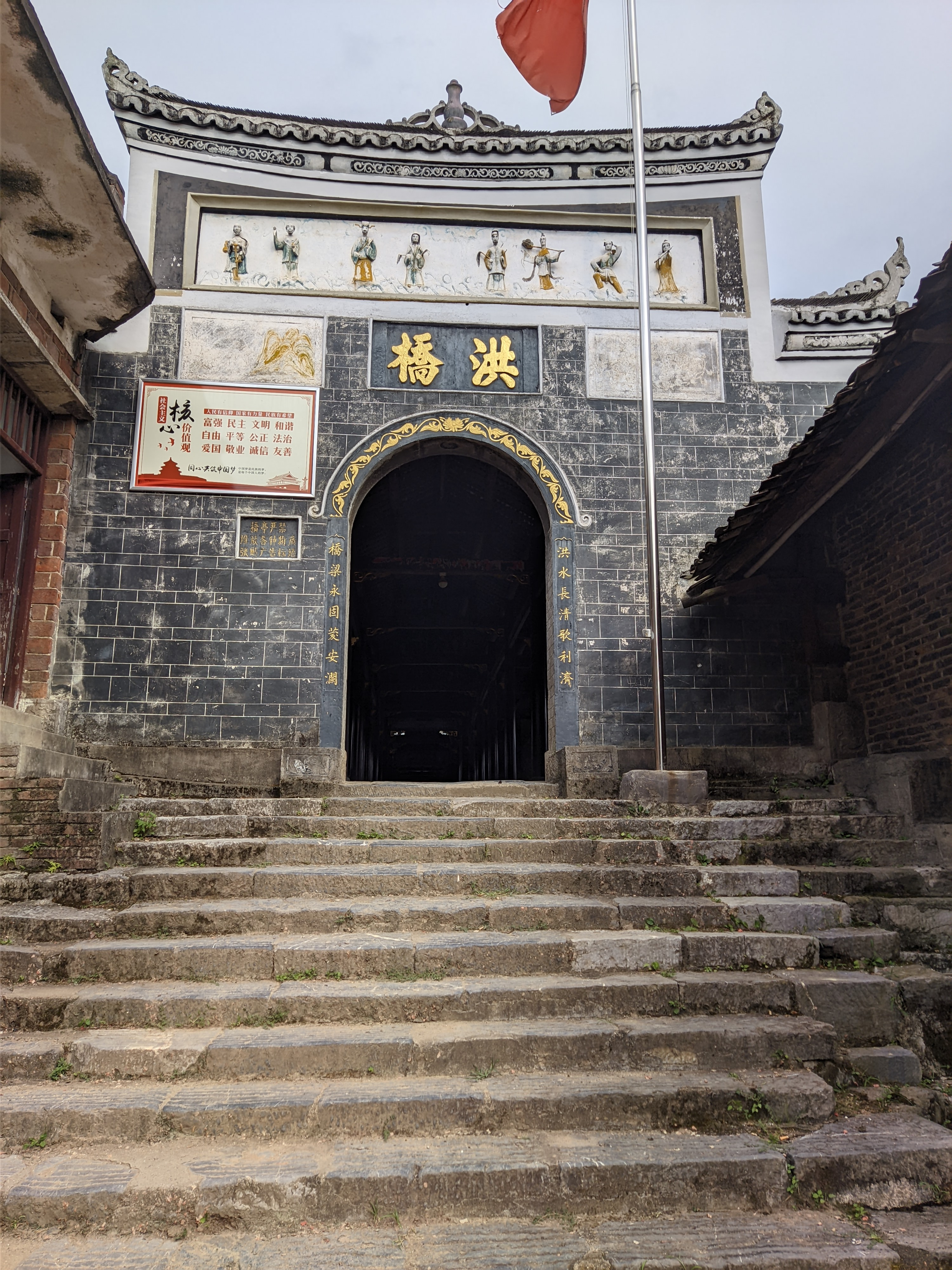
洪桥
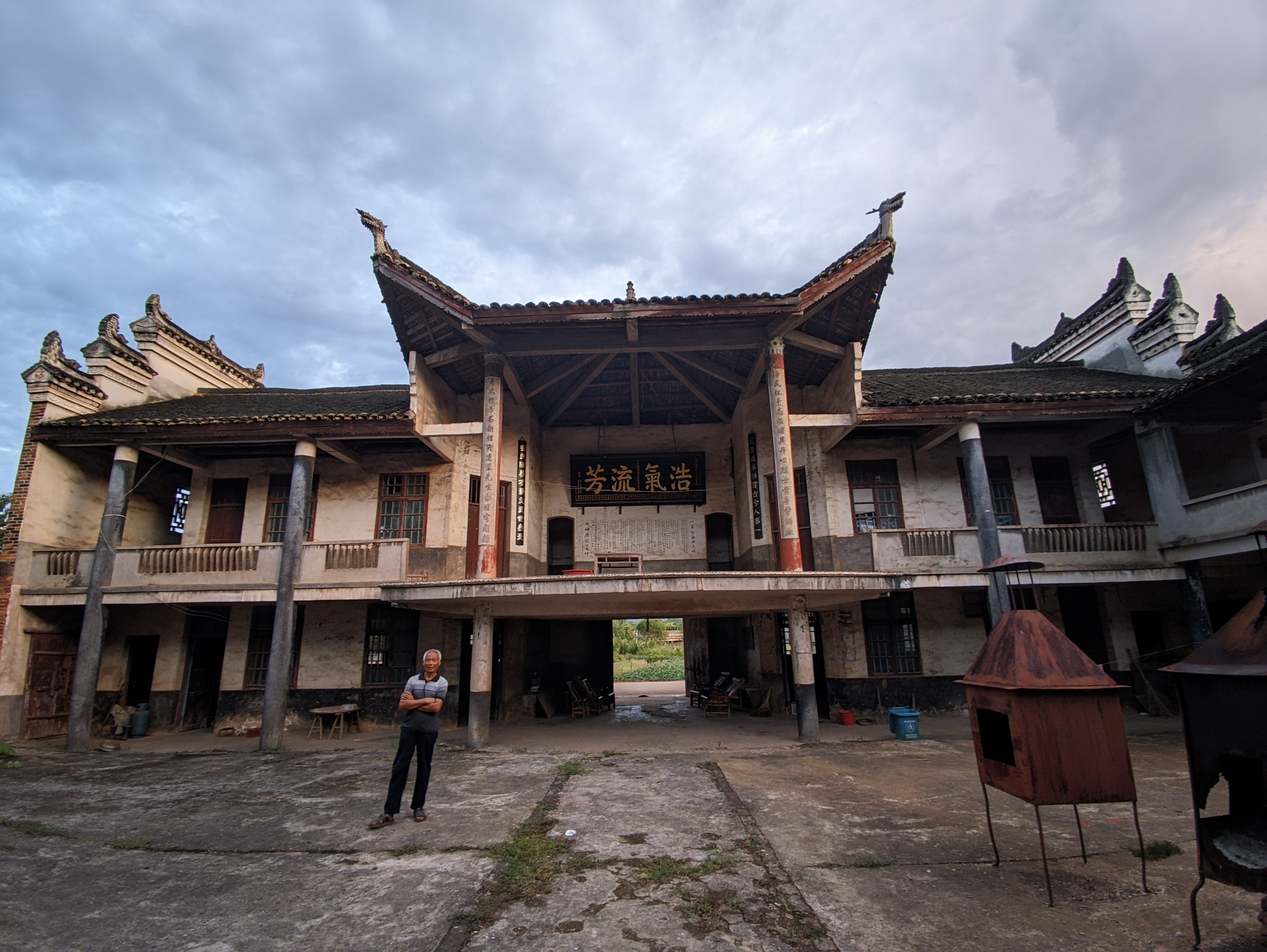
贺金声祠
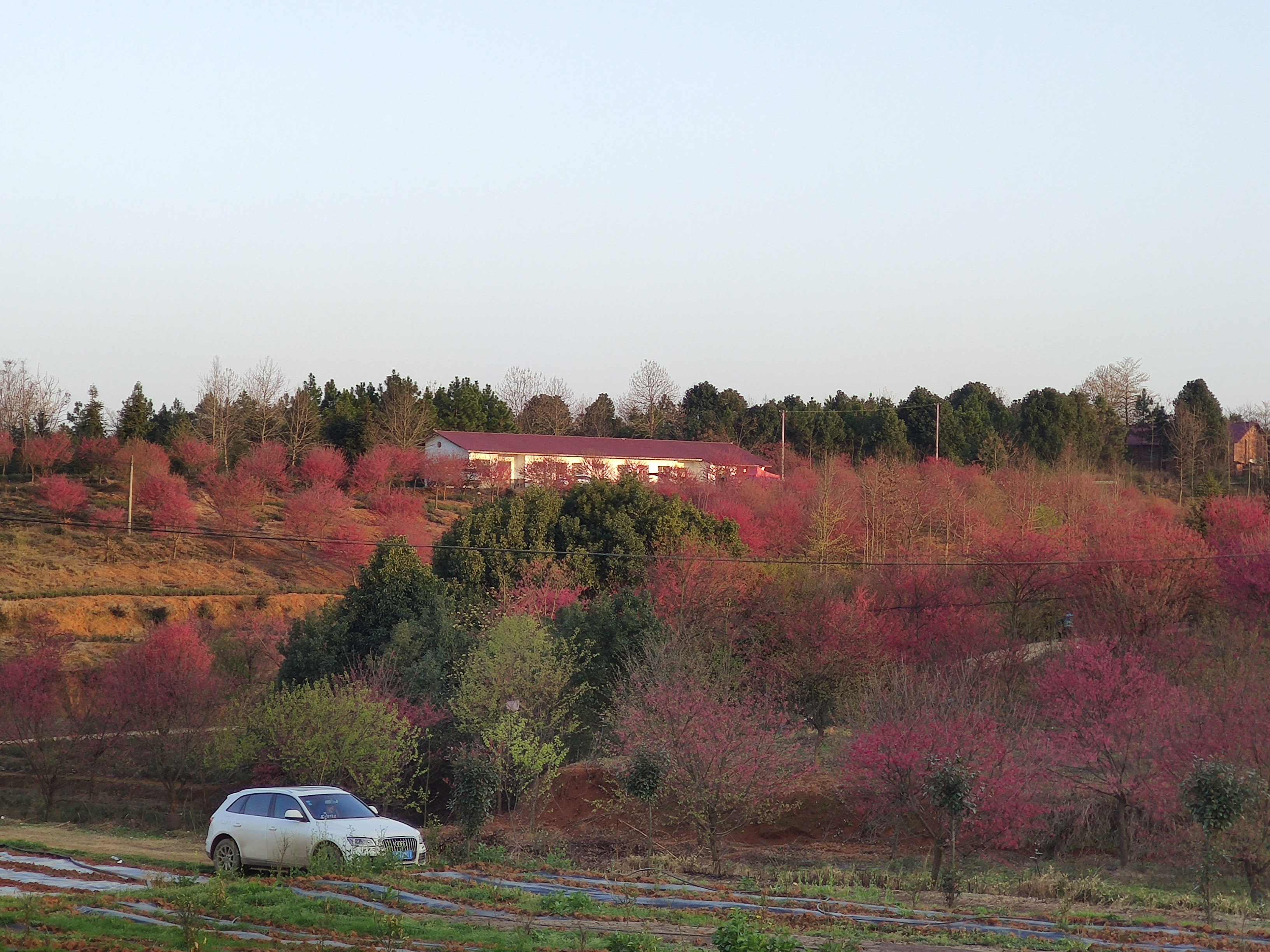
樱花园

### 特产
邵东黄花菜、邵东玉竹、邵东猪血丸子、邵东腊肉、邵东茶油、佘田桥豆腐、佘田桥荸荠。
其中邵东黄花菜、邵东玉竹等被列入中国地理标志产品保护列表。